# Denise Perrier
Denise Perrier (sinh 13 tháng 2 năm 1935) là một người mẫu và nữ diễn viên của Pháp.
Năm 1953, bà được 18 tuổi và trở thành đại diện cho nước Pháp tham dự cuộc thi Hoa hậu Thế giới. Bà đã trở thành người phụ nữ thứ ba đoạt danh hiệu Hoa hậu Thế giới. Đồng thời bà cũng trở thành Hoa hậu Thế giới đầu tiên và duy nhất hiện nay của nước Pháp. Trong cùng năm 1953, Pháp cũng đoạt luôn danh hiệu Hoa hậu Hoàn vũ bởi Christiane Martel.
Bà tham gia đóng một số bộ phim. Trong số đó bộ nổi tiếng nhất là phim James Bond năm 1971, Diamonds Are Forever. Trong phim này, bà được James Bond tin tưởng và đã tiết lộ địa điểm của tên tội phạm.
Sau khi từ bỏ công việc người mẫu, bà hoạt động tích cực trong chính quyền địa phương của Pháp. Bà là một trong những vị giám khảo của cuộc thi Hoa hậu Thế giới 2005, Hoa hậu Thế giới 2010 và Hoa hậu Thế giới 2011.
Người kế vị của bà là Antigone Costanda, đến từ Ai Cập.